# ماریو مانجوکیچ
ماریو مانجوکیچ (کرواتی: Mario Mandžukić؛ زادهٔ ۲۱ مهٔ ۱۹۸۶) مربی و بازیکن سابق فوتبال اهل کشور کرواسی است.
ماریو به عنوان بهترین بازیکن سال ۲۰۱۲ کرواسی انتخاب گردید. این مهاجم کروات در آغاز فصل ۲۰۱۲–۱۳ از ولفسبورگ به بایرن مونیخ ملحق شد. سپس در سال ۲۰۱۴ به اتلتیکو مادرید رفت تا برای این تیم بازی کند و در سال ۲۰۱۵ به باشگاه یوونتوس پیوست و با این تیم موفق شد دوگانه‌ی لیگ و جام حذفی و نایب قهرمانی لیگ قهرمانان را بدست آورد بعد از مدت ها در باشگاه یوونتوس، او در اواخر سال ۲۰۱۹ از این باشگاه جدا شد و با بستن قرارداد به تیم الدحیل قطر پیوست و در لیگ قهرمانان آسیا ۲۰۲۱مقابل تیمهای آسیایی چون استقلال ایران و الاهلی (رفت و برگشت) و دیگر مسابقات الدحیل به میدان رفت اما در سال ۲۰۲۰ قرارداد خود را با این تیم قطری فسخ کرد.در ۱۹ ژانویه ۲۰۲۱ مانجوکیچ به مدت یک سال با تیم آ ث میلان قرارداد بست. در همان سال جدایی خود از آ ث میلان و پشیمانی خود از پیوستن به این تیم را اعلام کرد.
مانجوکیچ از سال ۲۰۰۷ برای تیم ملی کرواسی بازی می‌کند. وی برای تیم ملی کرواسی ۸۹ بازی انجام داده و ۳۳ گل به ثمر رسانده است. پست تخصصی این بازیکن نیز مهاجم است. وی گل پیروزی بخش تیم ملی کرواسی را در نیمه نهایی جام جهانی ۲۰۱۸ به ثمر رساند و کرواسی برای اولین بار به فینال جام جهانی راه پیدا کرد. او نقش بسزایی در نایب قهرمانی کرواسی داشت و بازی‌های درخشانی را به همراه لوکا مودریچ، ایوان پریشیچ و ایوان راکیتیچ ارائه داد.
او تنها بازیکنی است که در فینال جام جهانی هم گل به خودی و هم گل به تیم حریف زده است.
او در ۳ سپتامبر ۲۰۲۱ با انتشار پستی در شبکه اجتماعی اینستاگرام از دنیای فوتبال خداحافظی کرد.